# Christian Groß (Theologe)
Christian Groß (* 30. September 1601 in Wittenberg; † 17. Juli 1673 in Stettin) war ein lutherischer Theologe und von 1653 bis 1673 erster Kurfürstlich-Brandenburgischer Generalsuperintendent in Hinterpommern und dem Bistum Cammin.

## Leben und Wirken
Christian Groß war der Sohn des Juristen Matthias Groß und seiner Ehefrau Marie Nikolai. Er erhielt Unterricht in seiner Geburtsstadt, an deren Universität er auch das Studium aufnahm. Im Jahre 1620 erhielt er die Magisterwürde, setzte sein Studium anfangs aber noch in Wittenberg fort, bis er 1625 an die Universität Leipzig ging. Hier hielt er ab 1628 eigene Vorlesungen in Philosophie und Theologie.
Im Jahre 1629 führte ihn eine Reise durch mehrere Universitätsstädte nach Straßburg zu einer Disputation mit Johann Schmidius über die Frage der Trinität. Zurück in Leipzig wurde er Collegiator in dem Collegio illustri. Zudem wurde er 1631 Hauslehrer bei den Söhnen von Watzdorff und danach in Torgau bei dem jungen Grafen von Lynar. Bis 1632 blieb er in Leipzig.
Im Jahre 1633 erreichte ihn in Lübeck die Berufung durch den pommerschen Herzog Bogislaw XIV. zum Prediger an die Schloss- und Marienkirche in Stettin. Dieses Amt trat er erst an, als er 1634 in Leipzig Lizentiat der Theologie geworden war. In Stettin ernannte man ihn dann außerdem zum Mitglied im Konsistorium.
1640 wurde Christian Groß in Leipzig in seiner Abwesenheit die Würde eines Doktors der Theologie verliehen. Fünf Jahre später wurde er Pastor an der Stettiner Nikolaikirche.
Sein theologischer wie auch sein Fleiß in der Pfarramtspraxis ließen ihn zu einer neuen Aufgabe reifen: Am 15. Juni 1650 empfing er vom brandenburgischen Kurfürsten Friedrich Wilhelm die Ernennung zum neuen Generalsuperintendenten des östlichen Pommerns in der Nachfolge des Jakob Fabricius (Hinterpommern-Stettin) und des Immanuel König (Kolberg-Cammin), deren Superintendenturen jetzt zusammengeführt wurden. Es dauerte allerdings bis 1653, dass Christian Groß im Kolberger Dom in sein Amt eingeführt wurde, das er dann zwanzig Jahre lang bis zu seinem Tode ausübte.
Nach dem Tode von Christian Groß erhielt Sylvester Grabe die Ernennung zum Generalsuperintendenten. Wegen der Kriegsunruhen verzögerte sich sein Amtsantritt jedoch um sechs Jahre.
Christian Groß heiratete 1634 in erster Ehe Barbara Prätorius († 1668), in zweiter Ehe 1672 Cäcilie von Braunschweig, die eine Tochter des Stettiner Bürgermeisters war.